# وعي معلوماتي
الكثير من تعريفات ومفاهيم الوعي المعلوماتي أصبحت شائعة اليوم. فمثلا، إحدى المفاهيم تعرف الوعي المعلوماتي من حيث كونه مجموعة من الكفاءات التي يجب امتلاكها من قبل الشخص الواعي معلوماتيا ليتمكن من المشاركة بذكاء وفعالية في ذلك المجتمع.
وتجدر الملاحظة إلى أن مصطلح الوعي المعلوماتي هو المصطلح السائد عربيا، وما يقابله بالإنجليزية هو ما يعرف بمحو أمية
المعلومات Information Literacy إلا أن هناك من يتخوف من عزوف بعض المتعلمين عن برامج الوعي المعلوماتي نظرا لما يوحيه من أمية متعلميه وحاجتهم إلى محو أميتهم، مما أدى إلى انتشار مصطلحات أخرى كالوعي المعلوماتي، ومهارات المعلومات Information Skills، وكفاءة المعلومات Information Competency.
وقد قررت اللجنة الرئاسية للوعي المعلوماتي بجمعية المكتبات الأمريكية ALA في تقريرها النهائي: «ليكون الشخص واعٍ معلوماتيا، يجب أن يكون قابلا لاكتشاف المعلومة حين يحتاجها، وأن تكون لديه القابلية لتحديد مكانها، وتقييمها، والاستعمال الفعال للمعلومة متى احتاجها».
وقد عرف كل من جيرمي شابيرو وشللي هيوقز (1996) Jeremmy Shapiro and Shelley Hughes الوعي المعلوماتي على أنه "فن جديد يمتد من معرفة كيفية استخدام الحاسبات والوصول إلى المعلومة وحتى الانعكاس الدقيق على طبيعة المعلومة ذاتها، والبنية التحتية لاختصاصها الفني، والاجتماعي، والثقافي، وتأثيرها ومحتواها الفلسفي.
إن الوعي المعلوماتي يلعب دورا أكثر أهمية لدى التعليم العام. كما أن له دورا حيويا في مراحل التعليم الجامعي. (جمعية المكتبات البحثية الجامعية، 2007)
وفي الثامن من مايو 2009 وقع أرنولد شوارزنيغر Arnold Schwarzenneger رئيس ولاية كاليفورنيا الأمريكية أمرا إداريا بإنشاء المجلس القيادي لمحو الأمية الرقمية في مجال تكنولوجيا المعلومات والاتصالات (ICT Digital Literacy Leadership Council) واللجنة الاستشارية الرقمية في مجال تكنولوجيا المعلومات والاتصالات (ICT Digital Advisory Committee).
وفي الأول من أكتوبر 2009، عيّن الرئيس الأمريكي باراك أوباما شهر أكتوبر 2009 على أنه «الشهر الوطني لمحو الأمية المعلوماتية».

## تاريخ المفهوم
ظهر مصطلح «الوعي المعلوماتي» وعي معلوماتي بداية في التقرير المطبوع لبول زركوسكي Paul G. Zurkowski باسم اللجنة الوطنية للمكتبات والمعلومات. استخدم زركوسكي هذا التعبير ليصف التقنيات والمهارات التي تمارس لمحو أمية المعلومات "للاستفادة من مجموعة واسعة من أدوات المعلومات، فضلا عن المصادر الأولية في تصميم حلول معلوماتية لمشكلاتهم".".
فيما بعد، بذلت الكثير من الجهود لتكوين مفهوم أفضل يوضح علاقاته بغيره من المهارات وأشكال الأمية الأخرى. رغم أن الأهداف التعليمية الأخرى، والتي تتضمن الأمية التقليدية، محو أمية الحاسوب، المهارات المكتبية، ومهارات التفكير الناقد
كانت مرتبطة بالوعي المعلوماتي وهي أساسيات مهمة لتطوره، إلا أن الوعي المعلوماتي نفسه قد برز بوصفه مجموعة مهارات متميزة ومستقلة وذات أهمية مفتاحية للرفاهية الاجتماعية والاقتصادية لمجتمع معلومات يزداد تعقدا.
وقد كان الحدث البارز في تطوير مفهوم الوعي المعلوماتي هو إنشاء اللجنة الرئاسية للوعي المعلوماتي بجمعية المكتبات الأمريكية، والتي بينت في تقريرها النهائي 1989 أهمية هذا المفهوم. وقد عرف التقرير الوعي المعلوماتي على أنه القابلية «لاكتشاف المعلومة حين يحتاجها الفرد، وأن تكون لديه القابلية لتحديد مكانها، تقييمها، والاستعمال الفعال للمعلومة متى احتيجت» كما ألقت الضوء على الوعي المعلوماتي باعتباره مهارة أساسية للتعلم مدى الحياة وصنع مواطنين واعين وناجحين.
وحددت اللجنة ست توصيات رئيسة: فقد دعت إلى "إعادة النظر لطرق تنظيم المعلومات بالمؤسسات، وتنظيم الوصول للمعلومات، وتعريف دور المعلومات في حياتنا ومنازلنا ومجتمعنا وبمقر أعمالنا"؛ من أجل تعزيز "الوعي العام للمشكلات الناجمة عن الأمية بالمعلومات"؛ وذلك لوضع جدول أعمال (أجندة) بحثي وطني ذي صلة بالمعلومات واستعمالاتها يضمن وجود "مناخ ملائم للطلبة ليصبحوا واعين معلوماتيا"؛ لتضمين اهتمامات الوعي المعلوماتي وشؤونه في التعليم التربوي؛ وتعزيز الوعي العام بالعلاقة بين الوعي المعلوماتي والأهداف الأكثر عمومية لمحو الأمية المعلوماتية، والإنتاجية، والديموقراطية".
وقد قادت توصيات اللجنة الرئاسية في آخر ذلك العام إلى نشأة منتدى الوعي المعلوماتي، ويمثل تحالفا لأكثر من 90 منظمة وطنية وعالمية.
وفي عام 1998، نشرت الجمعية الأمريكية للمكتبات المدرسية وجمعية التكنولوجيا والاتصال التعليمي: قوة المعلومات: بناء الشراكات من أجل التعلم، والذي أنشأ فيما بعد المزيد من الأهداف لتعليم الوعي المعلوماتي، بتحديد 9 معايير ضمن فئات «الوعي المعلوماتي»، «التعلم المستقل»، و«المسؤولية الاجتماعية».
وفي عام 1999، نشرت SCONUL جمعية الكلية، المكتبات الوطنية والجامعية بالولايات المتحدة نموذج «الأركان السبعة للوعي المعلوماتي»  من أجل «تيسير مواصلة تطوير الأفكار بين العاملين في المجال... وتحفيز النقاش حول الأفكار وكيف يمكن أن تستخدم عن هذه الأفكار من قبل المكتبة أو غيرها من الموظفين المعنيين في التعليم العالي من المهتمين بتطوير مهارات الطلاب». وقد طورت العديد من الدول الأخرى معايير الوعي المعلوماتي لديها مذ ذلك الحين.
وفي عام 2003، رعى المنتدى الوطني للوعي المعلوماتي مع منظمة اليونسكو واللجنة الوطنية للمكتبات والمعلومات مؤتمرا دوليا في مدينة براغ مع ممثلين من 23 دولة لمناقشة أهمية الوعي المعلوماتي ضمن السياق العالمي. ووصفت نتيجة بيان براغ الوعي المعلوماتي بأنه «المفتاح للتطور الاجتماعي، والثقافي، والاقتصادي للبلاد والمجتمعات والمؤسسات والأفراد في القرن الحادي والعشرين» كما وضحت اكتسابها هذا على أنه «جزء من حقوق الإنسان الرئيسة للتعلم مدى الحياة»
وفي الثامن والعشرين من مايو 2009، وقع أرنولد شوارزنيغر Arnold Schwarzenneger رئيس ولاية كاليفورنيا الأمريكية الأمر الإداري S-06-09 بإنشاء المجلس القيادي لمحو الأمية الرقمية في مجال تكنولوجيا المعلومات والاتصالات (ICT Digital Literacy Leadership Council) والذي بدوره أدى إلى نشأة اللجنة الاستشارية الرقمية لتكنولوجيا المعلومات والاتصالات (ICT Digital Advisory). «إن المجلس القيادي، وبالتشاور مع اللجنة الاستشارية سوف يقوم بتطوير سياسة محو أمية رقمية في مجال تقنيات المعلومات والاتصالات (ICT Digital Literacy Policy) لضمان أن سكان كاليفورنيا واعون رقميا». ويؤكد الأمر الإداري بعد ذلك: «إن محو الأمية الرقمية في مجال تكنولوجيا المعلومات والاتصالات تُعرف باستخدام التكنولوجيا الرقمية، وأدوات الاتصالات و/أو الشبكات للوصول، وإدارة، ودمج، وتقييم، وإنشاء وتوصيل المعلومة لأجل توظيفها في الاقتصاد والمجتمع القائم على المعرفة...»
ويستطرد المحافظ "...إن المجلس القيادي، وبالتشاور مع اللجنة الاستشارية... قد قام بتطوير خطة عمل لمحو الأمية الرقمية في مجال تكنولوجيا المعلومات والاتصالات (خطة عمل). ويستطرد أيضا "مجلس استثمار القوى العاملة بكاليفورنيا (California Workforce Investment Board (WIB)).. سيقوم بتطوير تقنية محتوى محو الأمية في خطتها الخمسية الاستراتيجية." ويختم قراره الإداري بالجملة التالية "إنني أيضا أطالب الهيئة التشريعية والمشرف العام للتعليم العام النظر لاعتماد أهداف مماثلة، والانضمام إلى المجلس القيادي في إصدار "الدعوة" للمدارس، ومؤسسات التعليم العالي، ورجال الأعمال، ووكالات تدريب القوى العاملة، والحكومات المحلية والمنظمات الاجتماعية وقادرة المجتمع المدني للنهوض بكاليفورنيا كرائد عالمي لمحو الأمية الرقمية في مجال تكنولوجيا المعلومات والاتصالات".
ويرتفع الوعي المعلوماتي إلى الوعي الوطني في الولايات المتحدة مع إعلان الرئيس باراك أوباما بأن شهر أكتوبر 2009 هو الشهر الوطني لمحو الأمية المعلوماتية. وذكر إعلان الرئيس أوباما أنه «بدلا من مجرد امتلاك البيانات، فإن علينا أيضا أن نتعلم هذه المهارات اللازمة للحصول، ومقارنة، وتقييم المعلومات عن أي حالة... على الرغم من أننا قد نعرف كيف نجد المعلومة التي نحتاجها، إلا أننا يجب أن نعرف أيضا كيف نقيمها. على مدى العقد الماضي، شهدنا أزمة ظهور الموثوقية. إننا نعيش الآن في عالم حيث يمكن لأي شخص نشر أي رأي أو وجهة نظر، سواء كانت صحيحة أو لم تكن، وهذا الرأي قد يتضخم ضمن سوق المعلومات. وفي الوقت ذاته، أصبح للأمريكيون إمكانية وصول غير مسبوقة لمصادر متنوعة ومستقلة للمعلومات، فضلا عن مؤسسات مثل المكتبات والجامعات، التي يمكن أن تساعد في فصل الحقيقة عن غير الحقيقة وتمييز الإشارة وسط الضوضاء».
وينتهي إعلانه بقوله: "الآن، وعليه، فإنني أنا باراك أوباما، رئيس الولايات المتحدة الأمريكية، بموجب السلطة المخولة لي وبموجب الدستور وقوانين الولايات المتحدة، أعلن أكتوبر 2009 كشهر وطني لمحو الأمية المعلوماتية. إنني أدعو شعب الولايات المتحدة إلى ليتذكروا أهمية الدور الذي تلعبه المعلومات في حياتنا اليومية، وإلى تقدير مدى الحاجة لزيادة فهم تأثيرها".."

## جوانب من الوعي المعلوماتي (شابيرو وهيوز، 1996)
في كتاب «الوعي المعلوماتي كفن جديد» دعا كل من جيرمي شابيرو Jeremy J. Shapiro وشيلي هيوز Shelley K. Hughes إلى اتباع منهجية أكثر شمولية لتعليم الوعي المعلوماتي، أحدها هو الذي لا يشجع الدورات الإضافية لتكنولوجيا المعلومات كمساعد للمناهج وحسب، بل منهجية جديدة تماما تصور «مناهجنا التعليمية برمتها من حيث هي معلومات».
استنادا إلى المثل التنويرية تلك التي عبر عنها فيلسوف عصر التنوير الماركيز دي كوندورسيه، ناقش شابيرو وهيوز أن التعليم «أساس مستقبل الديموقراطية، وإذا كان المواطنون سوف يكونون أذكياء مجتمع المعلومات بدلا من كونهم بيادق، ينتمون إلى ثقافة إنسانية، فإن المعلومات حينها ستكون جزءا من الوجود ذو المدلول الهادف بدلا من روتين الإنتاج والاستهلاك».
وتحقيقا لهذه الغاية، حدد شابيرو وهيوز «المنهج النموذجي» الذي اشتمل على مفاهيم [أمية الحاسوب]، والمهارات المكتبية، و«مفهوم أوسع وأكثر خطورة من مجرد تصنيف إنسانيّ»، مقترحَين سبعة عناصر هامة في منهج شمولي لتحقيق الوعي المعلوماتي:
- الوعي بالأدوات، أو القدرة على فهم واستخدام الأدوات العلمية والعملية لتكنولوجيا المعلومات الحالية ذات العلاقة بالتعليم وبمجالات العمل والحياة المهنية التي يتوقع الفرد أن يسكنها.
- الوعي بالمصادر، أو القدرة على فهم شكل، وتشكيل، وتحديد مكان، وأساليب وصول إلى مصادر المعلومات، خاصة تلك الموسعة يوميا عن طريق موارد المعلومات الشبكية.
- الوعي الاجتماعي البنائي، أو فهم كيف تكون المعلومة مبنيّة ومُنتجة اجتماعيا.
- الوعي البحثي، أو القدرة على فهم واستخدام أدوات تكنولوجيا المعلومات الأساسية ذات العلاقة بعمل الباحث والعالم اليوم.

الوعي بالنشر، أو القدرة على تنسيق ونشر الأبحاث والأفكار إلكترونيا، في أشكال نصية أو ذات وسائط متعددة... لتعريفها بالمجتمع الإلكتروني العلمي.
- الوعي بالتكنولوجيا الناشئة، أو القدرة المستمرة على تبني، فهم، تقييم والاستفادة من الابتكارات الناشئة المستمرة لتكنولوجيا المعلومات لكي لا تكون مقيدا بالادوات والمصادر التي تمتلكها، ولكي تكوّن قرارات أكثر ذكاء لامتلاكك الأجد منها.
- الوعي النقدي، أو القدرة على التقييم الناقد للفكر الإنساني والاجتماعي من حيث نقاط الضعف والقوة، وإمكاناته وحدوده وفوائده وتكاليف تكنولوجيا المعلومات.[16]

ويمضي Ira Shor قدما في تعريف الوعي النقدي على أنه «سلوك فكري، القراءة والكتابة والتحدث الذي يذهب إلى ما وراء المعاني، ابتداء بالانطباعات الأولى، والأساطير المهيمنة، التصريحات الرسمية، الكليشيهات التقليدية، الحكمة المتلقاة، والآراء المجردة، لفهم المعنى العميق، والأسباب الجذرية، والسياق الاجتماعي والإيدولوجي، والعواقب الشخصية لأي موقف، حدث، دافع، عملية، تنظيم، تجربة، نص، موضوع، سياسة، وسائل إعلام، أو الخطاب».

## المنتدى العالمي للوعي المعلوماتي

### نبذة
في عام 1983، كان التقرير الخلاق «دولة في خطر: والحتمية إصلاح التعليم» يجرف أساسيات النظام التعليمي الأمريكي. فقد كان، حقيقة، منشأ حركة التجديد التربوي حاليا في الولايات المتحدة. ومن المفارقات العجيبة، أن التقرير لم تُدرج به مجموعة من التوصيات للإصلاح الأكاديمي و/أو المكتبات العامة كأحد المفاتيح الهندسية لإعادة تصميم النظام التعليمي.
إن هذا التقرير وتقارير أخرى تلته، تزامنا مع الظهور السريع لمجتمع المعلومات، قاد جمعية المكتبات الأمريكية ALA لعقد لجنة الشريط الأزرق blue ribbon panel من التربويين الوطنيين والمكتبيين في 1987. وقد كُلفت اللجنة الرئاسية للوعي المعلوماتي بالمهام التالية:
(1) تعريف الوعي المعلوماتي ووضعها ضمن أعلى مستويات محو الأمية وأكثرها أهمية لأداء الطلبة، التعلم مدى الحياة، وفعالية المواطنين.
(2) تصميم نموذج أو أكثر لتنمية الوعي المعلوماتي بشكل يتناسب مع البيئات التعليمية التقليدية وغير التقليدية طوال الحياة
(3) تحديد الآثار المترتبة على التعلم المستمر وتطوير المعلمين.
وفي إصدارها لتقريرها النهائي عام 1989، لخصت اللجنة الرئاسية للوعي المعلوماتي لجمعية المكتبات الأمريكية في مقدمتها الافتتاحية الرسالة النهائية للمنتدى العالمي للوعي المعلوماتي:

«إن الكيفية التي تتعامل بها بلادنا مع واقع عصر المعلومات سوف يكون لها التأثير الهائل على أسلوبنا الديموقراطي في الحياة وعلى قدرة بلادنا على المنافسة دوليا. إننا مع مجتمع المعلومات الأمريكي، نجد أيضا إمكانية معالجة الكثير من الغبن الاجتماعي والاقتصادي المتفشي منذ فترات طويلة. لجني مثل هذه الفوائد، يجب على الناس -كأفراد وكوطن- أن يكونوا واعين معلوماتيا. ولكي يكون الشخص واعٍ معلوماتيا، يجب أن يكون قابلا لتذكر المعلومة حين يحتاجها، وأن تكون لديه القابلية لتحديد مكانها، وتقييمها، والاستعمال الفعال للمعلومة متى احتاجها. إن صنع المواطن يتطلب تقديرا من المدارس والجامعات لمفهوم الوعي المعلوماتي في برامج التعليمية وأنهم بذلك يقومون بلعب دور قيادي في تزويد الأفراد والمؤسسات للاستفادة من الفرص الكامنة ضمن مجتع المعلومات».
وفي نهاية المطاف، فإن الواعين معلوماتيا هم أولئك الذي تعلموا كيف يتعلمون. أولئك الذين يعرفون كيف يتعلمون لأنهم يعرفون كيفية تنظيم المعرفة، وكيفية إيجاد المعلومة، وكيفية استخدامها بالطريقة التي تمكن الآخرين من التعلم منهم. إنهم أولئك المهيؤون للتعلم مدى الحياة، لأنهم يتمكنون دائما من إيجاد المعلومات المطلوبة لأي مهمة أو قرار في اليد".

وحين اعترف التقرير بأن العقبة الرئيسة أمام المواطنين ليكونوا واعين معلوماتيا ومهيئين للتعلم مدى الحياة «نقص الوعي العام بالمشكلات الناجمة عن الأمية بالمعلومات»، فقد أوصى بتشكيل ائتلاف من المنظمات الوطنية لتعزيز الوعي المعلوماتي.
وهكذا، في عام 1989 أنشأت اللجنة الرئاسية المنتدى الوطني للوعي المعلوماتي، وهي شبكة تطوعية من المنظمات التي التزمت برفع الوعي العام حول أهمية الوعي المعلوماتي للأفراد ولمجتمعاتنا المتنوعة، ولاقتصادنا، ولجذب التعاون الوطني.
وهكذا، في عام 1989، A.L.A. أنشئت اللجنة الرئاسية المنتدى الوطني لمحو الأمية في المعلومات، وهي شبكة من المنظمات التطوعية التي ارتكبت في رفع الوعي العام حول أهمية محو الأمية المعلوماتية للأفراد، لمجتمعاتنا المتنوعة، لاقتصادنا، ومشاركة المواطنين وتصدت لها.

## المنتدى العالمي اليوم
منذ عام 1989، نما المنتدى العالمي للوعي المعلوماتي نموا مطردا تحت قيادة رئيسها الأول د. باتريسيا سين بريفيك Dr. Patricia Senn Breivik. إن المنتدى اليوم يمثل أكثر من 90 منظمة وطنية ودولية، جميعها مكرسة لتعميم فلسفة الوعي المعلوماتي عبر البقاع الوطنية والدولية، متضمنة كل مكان تعليمي، ومحلي، ومهني.
على الرغم من أن الهدف الأساس للمنتدى هو زيادة الوعي العام على المستوى الوطني، إلا أنه خلال السنوات العديدة الماضية، حقق المنتدى الوطني للوعي المعلوماتي خطوات هامة على الصعيد الدولي في التشجيع على أهمية دمج مفاهيم الوعي المعلوماتي ومهاراته في كل البرامج التعليمية، والحكومية، والمهنية المطورة. فعلى سبيل المثال، رعى المنتدى الوطني بالشراكة مع اليونسكو UNISCO والإفلا IFLA عدة اجتماعات للخبراء "experts meetings" نتج عنها بيان براغ (2003) وبيان الإسكندرية (2005) أكد كل منها على أهمية الوعي المعلوماتي كحق أساسي من حقوق الإنسان ولاكتساب مهارات التعلم مدى الحياة.
وأخيرا، فإن المنتدى الوطني للوعي المعلوماتي سوف يواصل عمله بشكل وثيق مع المنظمات التعليمية والمهنية غير الربحية في الولايات المتحدة لتشجيع تطوير مهارات الوعي المعلوماتي في كل مناسبة، لا سيما في ضوء التزايد الاجتماعي والاقتصادي المستمر، والإلحاح السياسي للعولمة، الأمر الذي دفع إلى إعادة تنشيط الجهود الترويجية والتعاونية بداخل الولايات المتحدة.
في التحليل النهائي، فإن المنتدى الوطني لمحو الأمية في الإعلام مواصلة العمل بشكل وثيق مع الأعمال التجارية ، والتعليمية ، والمنظمات غير الربحية في الولايات المتحدة لتعزيز تطوير المعلومات مهارة القراءة والكتابة في كل مناسبة، لا سيما في ضوء التزايد المستمر الاجتماعية والاقتصادية، والإلحاح السياسي للعولمة، الأمر الذي دفعنا إلى إعادة تنشيط جهودنا الترويجية والتعاونية هنا في الداخل.

## ببليوجرافية
بيان براغ: «نحو مجتمع معلوماتي» - http://www.infolit.org/2003.html
بيان الإسكندرية: ندوة دولية رفيعة المستوى حول الوعي المعلوماتي والتعلم مدى الحياة http://www.infolit.org/2005.html
2006 قمة الوعي المعلوماتي: القدرة التنافسية الأمريكية في عصر الإنترنت http://www.infolit.org/reports.html
1989 اللجنة الرئاسية للوعي المعلوماتي: التقرير النهائي http://www.ala.org/ala/mgrps/divs/acrl/publications/whitepapers/presidential.cfm
1983 دولة في خطر: والحتمية إصلاح التعليم http://www.ed.gov/pubs/NatAtRisk/index.html
جبسون C. Gibson، الوعي المعلوماتي يتطور عالميا: دور المنتدى العالمي في الوعي المعلوماتي. دراسة معرفية (2004) http://www.ala.org/ala/aasl/aaslpubsandjournals/kqweb/kqarchives/vol32/324TOC2.cfm
Breivik P.S. وGee, E.G.(2006). التعليم العالي في عصر الإنترنت: المكتبات تنشئ مدًى استراتيجيا. Westport,CT: Greenwood Publishing

## مخطط تعليمي
رؤية لإحدى مفاهيم برامج الوعي المعلوماتي:
إن هذا المفهوم يستعمل بشكل رئيس في مجال المكتبات المعلومات، وتنتمي جذوره لعلم المكتبات والببليوغرافيات، وهو «القدرة على اكتشاف المعلومة وقت الحاجة لها، والقدرة على تحديد مكانها، تقييمها، والاستعمال الفعال لها عند الحاجة إليها». (اللجنة الرئاسية للوعي المعلوماتي، 1989). ومن هذا المنظور، فإن الوعي المعلوماتي هو الأساس للتعلم مدى الحياة.
هذا المفهوم، وتستخدم في المقام الأول في مجال المكتبات والمعلومات والدراسات ومتجذرة في مفاهيم التعليم والتعليم مكتبة الببليوغرافية، هو القدرة «للاعتراف عند الحاجة والمعلومات لديها القدرة على تحديد وتقييم والاستخدام الفعال للمعلومات المطلوبة» (اللجنة الرئاسية لمحو الأمية في المعلومات. 1989، ص 1). في هذا الرأي، ومحو الأمية المعلومات هي الأساس للتعلم مدى الحياة.
في إصدارة «طاقة المعلومات: بناء الشراكات من أجل التعلم» 3 موضوعات، و9 معايير، و23 إشارة استخدمت لوصف الوعي المعلوماتي للطلاب. الموضوعات ومعاييرها كانت كالتالي:
الموضوع 1: الوعي المعلوماتي
المعايير:
1. الطالب الواعي معلوماتيا يصل إلى المعلومة بكفاءة وفعالية.
2. الطالب الواعي معلوماتيا يقيّم المعلومة بطريقة نقدية وباقتدار.
3. الطالب الواعي معلوماتيا يستخدم المعلومة بدقة وابتكار.
الموضوع 2: التعلم المستقل
المعايير:
1. الطالب المتعلم باستقلالية هو واع معلوماتيا ويتابع المعلومات ذات الصلة باهتماماته الشخصية.
2. الطالب المتعلم باستقلالية هو واع معلوماتيا ويقدر الأدب وغيره من معلومات ذات وسائل تعبير إبداعي.
3. الطالب المتعلم باستقلالية هو واع معلوماتيا ويسعى للتميز في البحث عن المعلومة وتوليد المعرفة.
الموضوع 3: المسؤولية الاجتماعية
المعايير:
1. الطالب الذي يساهم بشكل إيجابي في مجتمع التعلُّم الواعي معلوماتيا ويدرك أهمية المعلومات لتحقيق مجتمع ديموقراطي.
2. الطالب الذي يساهم بشكل إيجابي في مجتمع التعلُّم الواعي معلوماتيا ويعمل بخلق فيما يتعلق بالمعلومات وتكنولوجيا المعلومات.
3. الطالب الذي يساهم بشكل إيجابي في مجتمع التعلُّم الواعي معلوماتيا ويساهم بفعالية في المجموعة للبحث عن المعلومات وتوليدها.
وبما أن المعلومات بإمكانها أن تعرض بأشكال عديدة، فإن مصطلح «معلومات» ينطبق على أكثر من مجرد كلمة مطبوعة. وهناك أميات أخرى تشمل أمية القراءة والكتابة، والأمية البصرية، والإعلامية، وأمية الحاسوب، والشبكات، ومحو الأمية التقليدية وهي أميات متضمنة في محو أمية المعلومات أو الوعي المعلوماتي. إن معظم أولئك المحتاجين للوعي المعلوماتي هم دائما أقل من يستطيع الوصول إلى المعلومة التي يطلبونها.

إن أولئك القاصرين، والطلاب غير الواعين، والكبار الأميين، ومن لديه الإنجليزية كلغة ثانية، والمتدنين اقتصاديا هم أكثر من قد يصاب بنقص إمكانية الوصول للمعلومة التي يمكنها أن تحسن من وضعهم. إن معظمهم لا يكاد يدرك الإمكانية المتاحة لمساعدتهم. (اللجنة الرئاسية للوعي المعلوماتي، 1989، فقرة 7)

وكما يشير تقرير اللجنة الرئاسية، فإن أعضاء هذه المجموعات المتضررة غير واعين عادة بأن المكتبات تقدم لهم التدريب الكاف مع إمكانية الوصول للمعلومة التي يريدونها. في Osborne (2004) تبحث الكثير من المكتبات حول البلد على طرق للوصول إلى تلك المجموعات المتضررة عن طريق البحث عن احتياجاتهم في بيئاتهم الخاصة (حتى في السجون) وتقديم الخدمات المعنية بهم في المكتبات من أجلهم.

## أثر الوعي المعلوماتي على التعليم
إن تطور المعلومات الهائل عبر المسافات يعني أن أساليب وممارسات التعليم يجب أن تتطور وتتكيف وفقا لذلك.كما يجب أن يصبح الوعي المعلوماتي هو المحور الرئيس في المؤسسات التعليمية في كل المراحل. وهذا يتطلب التزاما بالتعلم مى الحياة والقدرة على التماس وتعيين الابتكارات التي سوف تُحتاج لمواكبة التغييرات أو التفوق عليها.
إن أساليب وممارسات التعليم يجب أن تسهل وتعزز من قدرة الطالب، خلال المجتمع المتمركز على المعلومات بشكل متزايد، لتسخير قوة المعلومات. والمفتاح لاستغلال قوة المعلومات وتسخيرها هو القدرة على تقييم المعلومات، للتأكد من علاقتها، وموثوقيتها، وحداثتها. إن عملية تقييم المعلومات هي مهارة حياتية أساسية وثابتة للتعلم مدى الحياة. ويشمل التقييم عدة مكونات للعملية تتضمن الأهداف، الحكم الشخصي، التنمية المعرفية، المداولات، وصنع القرار. ما يمثل تحديا صعبا ومعقدا، ويشدد على أهمية التمكن من التفكير الناقد.
إن التفكير الناقد نتيجة تعليمية هامة للطلبة. وقد جربت مؤسسات التربية والتعليم عدة استراتيجيات مختلفة للمساعدة في تعزيز التفكير النقدي كوسيلة لتنمية تقييم المعلومات والوعي المعلوماتي بين الطلاب. ولذا، ينبغي تشجيع الطلبة على ممارسة الحجج عند تقديم الأدلة. كما أن المناقشات والعروض المنهجية يجب أن تشجع تحليل وتقييم المعلومات أيضا.
يجب على أخصائيي التعليم تأكيد الأهمية الكبيرة لجودة المعلومات. كما يجب أن يتم تدريب الطلاب للتمييز بين الحقائق والآراء. ويجب تشجيعهم على استعمال كلمات غير مباشرة مثل «أعتقد» و«أشعر» لمساعدتهم في التمييز بين المعلومة الأكيدة والرأي. ولا بد من كسر مهارات المعلومات الصعبة أو المركبة بشكل معقد إلى إلى أجزاء أصغر. وثمة طريقة أخرى وهي تدريب الطلاب ضمن حالات متشابهة. إن مهنيي التعليم يجب أن يشجعوا الطلاب ليختبروا أسباب السلوكيات، والتصرفات، والأحداث. لقد بينت الدراسة أن الأشخاص يتمكنون من التقييم بفعالية أكبر إذا كانت الأسباب معروفة ومتاحة. ومن شأن هذه المبادرات مساعدة التربويين لخدمة الناس ليكونوا واعين معلوماتيا. إننا كمجتمع يجب أن نقيم المعلومة بنظرة نقدية لكي نضع المطالبات العامة لمعلومات عالية الجودة.
لأن مهارات الوعي المعلوماتي مهمة وحيوية للنجاح المستقبلي:
- فإن مهارات الوعي المعلوماتي يجب أن تُدرس في سياق العملية الشاملة.
- وتدريس مهارات الوعي المعلوماتي يجب أن يدمج مع المنهج ويعزز داخل وخارج البيئة التعليمية.

## الوعي المعلوماتي عالميا
أنشأ الاتحاد العالمي لمؤسسات وجمعيات المكتبات (الإفلا IFLA) قسم الوعي المعلوماتي. وقد طور هذا القسم، بدوره، دليل مصادر الوعي المعلوماتي وسمي "InfoLit Global". ويمكن للمكتبيين والتربويين وأخصائيي المعلومات أن يسجلوا ذاتيا ويقومون بتنزيل المواد ذات الصلة بالوعي المعلوماتي (IFLA, Information Literacy Section, n.d.). استنادا إلى موقع الإفلا على الشبكة، فإن «الوظيفة الرئيسة لقسم الوعي المعلوماتي هو تشجيع التعاون الدولي لتطوير تعليم الوعي المعلوماتي لدى كل فئات المكتبات ومؤسسات المعلومات».http://www.ifla.org/en/about-information-literacy

## أدوات تقييم الوعي المعلوماتي
- iCritical Thinking
- Standardized Assessment of Information Literacy Skills مشروع (SAILS) مطور ومحفوظ من قبل جامعة ولاية كنت في أوهايو
- Information Literacy Test (ILT)

مطور من قبل مركز جيمس ماديسون للبحوث والتطوير بالتعاون مع مكتبات JMU
- Research Readiness Self-Assessment (RRSA)

من جامعة وسط متشيغن، مصمم في الأصل من قبل Lana V. Ivanitskaya, Ph.D وAnne Marie Casey, A.M.L.S.ومطور بالتعاون مع العديد من زملائهم in collaboration with many of their colleagues.
- More Assessments of Information Literacy المزيد من أدوات تقييم الوعي المعلوماتي.

## وصلات خارجية
- National Forum on Information Literacy.
- Objectives for Information Literacy Instruction. American Library Association.